# エース・ベイリー
エアリアス・“エース”・ベイリー（Airious “Ace” Bailey, 2006年8月13日 - ）は、アメリカ合衆国・テネシー州チャタヌーガ出身のプロバスケットボール選手。NBAのユタ・ジャズに所属している。ポジションはスモールフォワード。

## 経歴

### ハイスクール
高校3年目のシーズンに平均22得点・14リバウンド・3アシスト・4ブロックを記録した。
4年目のシーズンにはマクドナルド・オール・アメリカンに選出された。

### リクルート
世代最高の選手の一人として、ESPNなどの主要サイトから5つ星評価を受けた。2023年11月11日にラトガース大学へのコミットを発表した。他にはオハイオ州立大学、ケンタッキー大学、カンザス大学、テキサス大学、オレゴン大学からオファーを受けていた。

### ユタ・ジャズ
2025年のNBAドラフトにて1巡目全体5位でユタ・ジャズから指名され、7月2日にジャズと契約を結んだ。

## 家族
父のリチャード・ベイリーは元バスケットボール選手で、ヒューストン大学でプレーしていた。
叔母のベナス・レイシーは元WNBA選手で、1996年アトランタオリンピックの金メダリストである。

## 個人成績

### カレッジ
| シーズン | チーム     | GP | GS | MPG  | FG%  | 3P%  | FT%  | RPG | APG | SPG | BPG | PPG  |
| -------- | ---------- | -- | -- | ---- | ---- | ---- | ---- | --- | --- | --- | --- | ---- |
| 2024–25  | ラトガース | 30 | 30 | 33.3 | .460 | .346 | .692 | 7.2 | 1.3 | 1.0 | 1.3 | 17.6 |